# John Tyndall
John Tyndall (Leighlin Bridge, 2 agosto 1820 – Hindhead, 4 dicembre 1893) è stato un fisico irlandese.

## Biografia
Si laureò soltanto nel 1850, in quanto esercitò per alcuni anni la professione di geometra e ingegnere. Professore alla Royal Institution di Londra, divenne ben presto amico di Michael Faraday.
Per le sue ricerche di ottica in cui dimostrò il motivo del colore azzurro del cielo, sul calore e sulla propagazione del suono fu nominato membro della Royal Society. Fu il primo scienziato a dimostrare sperimentalmente l'esistenza dell'effetto serra nel 1859.
Di grande interesse è il fenomeno che va sotto il nome di effetto Tyndall, consistente nel fatto che illuminando con un pennello di luce un mezzo torbido, il percorso del pennello può essere osservato da una posizione laterale; in modo analogo si verifica quando un sottile fascio di luce attraversa una stanza buia o in penombra nella cui atmosfera sia sospeso del pulviscolo. Questo effetto è di grande importanza nello studio delle sostanze colloidali.
Oltre che per le sue ricerche, Tyndall è noto anche per essere stato un grande maestro nella didattica dell'insegnamento della fisica; per rendere semplici e facilmente comprensibili gli argomenti scientifici ideò, fra l'altro, semplici esperimenti scolastici, alcuni dei quali sono tuttora impiegati nelle scuole. Vari suoi scritti costituiscono ancora oggi dei modelli per l'insegnamento e la divulgazione della fisica conservando il rigore scientifico.
Tyndall è stato anche uno dei grandi esploratori delle Alpi nella fase pionieristica di metà ottocento. Sua è la prima ascensione del Weisshorn (4506 m), nel Vallese, e la via da lui trovata lungo la cresta est nel 1861 è ancora oggi considerata la via normale alla vetta di questo gigante alpino. Egli infatti aveva una passione molto forte per la montagna.

## Studi e pubblicazioni di John Tyndall
- Die Schraubenfläche mit Geneigter Erzeugungslinie und die Bedingungen des Gleichgewichts für solche Schrauben. Inaugural-Dissertation welche mit Genehmigung der philosophischen Facultät zu Marburg zur Erlangung der Doctorwürde einreicht Johann Tyndall. Marburg. Elwert'sche Universitäts-Buchdruckerei, del 1850. (14 pagine) - La dissertazione di Tyndall è consultabile online al sito della Marburg University Library.
- The Glaciers of the Alps - I ghiacciai delle Alpi, del 1860 (470 pagine)
- Heat as a Mode of Motion - Il calore come sistema dinamico, del 1863 (550 pagine), rivisto in successive edizioni
- On Radiation: One Lecture - Sulla radiazione: una lezione, del 1865 (40 pagine).[1]
- Sound: A Course of Eight Lectures - Il suono: un corso di otto lezioni, del 1867 (350 pagine), rivisto nelle successive edizioni
- Faraday as a Discoverer - Faraday come scopritore, del 1868 (180 pagine)
- Three Scientific Addresses by Prof. John Tyndall - Quattro indirizzi di studio del professor John Tyndall, del 1870 (75 pagine).[2]
- Notes of a Course of Nine Lectures on Light - Note su un corso di nove lezioni sulla luce, del 1870 (80 pagine)
- Notes of a Course of Seven Lectures on Electrical Phenomena and Theories - Note su un corso di sette lezioni sui fenomeni elettrici e relative teorie, del 1870 (50 pagine)
- Diamagnetism and Magne-crystallic Action; including the Question of Diamagnetic Polarity - Diamagnetismo e fenomeni magnetici nei cristalli; all'interno il dibattito sulla polarità diamagnetica, del 1870 (380 pagine) (1870).[3]
- Hours of Exercise in the Alps - Ore di esercitazioni sulle Alpi, del 1871 (450 pagine)
- Fragments of Science: A Series of Detached Essays, Lectures, and Reviews - Frammenti di scienza: Una serie di saggi obiettivi, conferenze e revisioni, del 1871 (oltre 500 pagine)
- The Forms of Water in Clouds and Rivers, Ice and Glaciers - Le forme dell'acqua nelle nuvole e nei fiumi, nel ghiaccio e nei ghiacciai, del 1872 (200 pagine)
- Contributions to Molecular Physics in the Domain of Radiant Heat - Contributi alla fisica molecolare nel dominio del calore radiante, del 1873 (450 pagine).[3]
- Six Lectures on Light - Sei lezioni sulla luce, del 1873 (290 pagine)
- Lessons in Electricity at the Royal Institution - Lezioni sull'elettricità alla Royal Institution, del 1876 (100 pagine)
- Essays on the floating-matter of the air in relation to putrefaction and infection - Saggio sulla materia fluttuante nell'aria in relazione alla putrefazione e alle infezioni, del 1881 (360 pagine)
- New Fragments - Nuovi frammenti, del 1892 (500 pagine)
- Tutte queste pubblicazioni sono liberamente scaricabili all'indirizzo Archive.org Archivio dei testi di John Tyndall.
- Gran parte degli studi di Tyndall sono stati riediti negli anni recenti da vari editori, vedi Riedizioni recenti.